# Greatest Hits (албум на Ред Хот Чили Пепърс)
Вижте пояснителната страница за други значения на Greatest Hits.
„Greatest Hits“ е сборен албум на американската фънк рок група Ред Хот Чили Пепърс, издаден на 18 ноември 2003 от Уорнър Брадърс. Това е първата компилация на групата, която обхваща успешният им период от 1991 нататък. От каталога на EMI в албума е включен само сингълът Higher Ground.

## История
Когато Уорнър Брадърс, купуват договора на Ред Хот Чили Пепърс от EMI, двете компании се разбират да разменят по една песен от каталозите си. През 1992 EMI се възползват от това си право и включват сингъла Under the Bridge в компилацията What Hits!?. През 2003 Ред Хот Чили Пепърс се възползват също от това право и включват песента Higher Ground в новия сборен албум.
От 14 записани нови песни, в компилацията са включени само 2 – Fortune Faded и Save the Population, като от останалите, само Leverage of Space e издадена (в iTunes Originals).
От албума Blood Sugar Californication
1. Scar Tissue – 3:38
  - издадена през 1999 в албума Californication
2. Soul to Squeeze – 4:52
  - издадена като сингъл през 1993 към филма Coneheads
3. Otherside – 4:17
  - издадена през 1999 в албума Californication
4. Suck My Kiss – 3:38
  - издадена през 1991 в албума Blood Sugar Sex Magik
5. "By the Way" – 3:38
  - издадена през 2002 в албума By the Way
6. Parallel Universe – 4:31
  - издадена през 1999 в албума Californication
7. Breaking the Girl – 4:57
  - издадена през 1991 в албума Blood Sugar Sex Magik
8. "My Friends" – 4:11 (Кийдис, Дейв Наваро, Флий, Смит)
  - издадена през 1995 в албума One Hot Minute
9. Higher Ground – 3:24 (Стиви Уондър)
  - издадена през 1989 в албума Mother's Milk
10. Universally Speaking – 4:19
  - издадена през 2002 в албума By the Way
11. Road Trippin' – 3:28
  - издадена през 1999 в албума Californication
12. Fortune Faded – 3:23
  - неиздавана преди
13. Save the Population – 4:07
  - неиздавана преди

## DVD
Greatest Hits and Videos е издадена като бонус DVD към албума (известна още като Greatest Videos). Дискът съдържа следните видеоклипове:
1. Higher Ground
  - издаден през 1989 в албума Mother's Milk
2. Suck My Kiss
  - издаден през 1991 в албума Blood Sugar Sex Magik
3. "Give It Away"
  - издаден през 1991 в албума Blood Sugar Sex Magik
4. Under the Bridge
  - издаден през 1992 в албума Blood Sugar Sex Magik
5. Soul to Squeeze
  - издаден през 1993 към филма Coneheads
6. "Aeroplane"
  - издаден през 1996 в албума One Hot Minute
7. "My Friends" (студийна версия)
  - издаден през 1995 в албума One Hot Minute
8. "Around the World"
  - издаден през 1999 в албума Californication
9. Scar Tissue
  - издаден през 1999 в албума Californication
10. Otherside
  - издаден през 1999 в албума Californication
11. "Californication"
  - издаден през 2000 в албума Californication
12. Road Trippin'
  - издаден през 2000 в албума Californication
13. "By the Way"
  - издаден през 2002 в албума By the Way
14. The Zephyr Song
  - издаден през 2002 в албума By the Way
15. "Can't Stop"
  - издаден през 2002 в албума By the Way
16. Universally Speaking
  - издадена през 2003 в албума By the Way

Следните видеоклипове създадени през ерата на Ред Хот Чили Пепърс в Уорнър Брадърс не са включени в диска:
1. Breaking the Girl
  - издаден през 1992 в албума Blood Sugar Sex Magik
2. If You Have to Ask
  - издаден през 1992 в албума Blood Sugar Sex Magik
3. Warped
  - издаден през 1995 в албума One Hot Minute
4. "Coffee Shop"
  - издаден през 1995 в албума One Hot Minute
5. "My Friends" (оригинална версия)
  - издаден през 1995 в албума One Hot Minute
6. Love Rollercoaster
  - издаден през 1996 към филма Beavis and Butt-head Do America
7. Fortune Faded
  - издаден през 2003 в албума Greatest Hits